# Beni Mhammid
Ne doit pas être confondu avec Mahamid.
 (avril 2025).
Motif : En attendant des sources secondaires centrées.
- Archive Wikiwix
- Bing
- Cairn
- DuckDuckGo
- E. Universalis
- Gallica
- Google
- G. Books
- G. News
- G. Scholar
- Persée
- Qwant
- (zh) Baidu
- (ru) Yandex
- (wd) trouver des œuvres sur Wikidata

| 1. | Préciser le motif de la pose du bandeau. | Précisez le motif de la pose du bandeau en utilisant la syntaxe suivante : {{admissibilité à vérifier\|date=juin 2025\|motif=remplacez ce texte par le motif}}                    |
| 2. | Informer les utilisateurs concernés.     | Pensez à avertir le créateur de l'article, par exemple, en insérant le code ci-dessous sur sa page de discussion : {{subst:avertissement admissibilité à vérifier\|Beni Mhammid}} |

Les Mhammid, aussi nommé Ait Mhammid ou encore Beni Mhamed, sont une tribu arabe berbérisée des Bani Maqil ayant rejoint la confédération des Ait Atta.

## Origines
Les Mhammid sont arabes, et issues des Banu Maqil, gardant le souvenir de leurs origines, leurs ancêtres venus du Seguia al-Hamra pour rejoindre le Draa. Malgré leur origine arabe bédouine, ces derniers ont fini par se berbériser au contact des Ait Atta.

## Territoire et mode de vie
Les Beni Mhammid vivaient dispersés dans tout le Draa, rassemblés en petites communautés vivant sous des huttes ornées de feuilles de palmiers[réf. nécessaire]. Une petite ville porte leur nom, cette dernière un carrefour culturel entre haratines, berbères, chorfas, des Mhammid et des nomades. Les Mhammid sont totalement sédentarisés, part du processus de berbérisation.

## Histoire
Les Mhammid sont venus du Seguia al-Hamra, et ont fini par migrer dans la région du Draa, peuplée principalement de tribus berbères. Ils étaient autrefois comme les maîtres du Draa, pillant la population et instaurant la terreur, ils finiront par se berbériser et adopter le sédentarisme. Cette période de terreur s'illustre très bien à l’époque de Moulay Slimane, une fragilité de deux tribus, les Bani Hayyoun et les Nessrat paraissent impuissants pour défendre les Lektaoua des attaques des Mhammid. Une divergence existe quant à leur relation avec les Ait Atta, certains historiens faisant paraitre une sorte de soumission ou rapport de force avantageux pour les Attaouis sur les Mhammid, comme le fait qu'ils sont entrés dans une fraction des Ait Atta nommée "Ait Ounegbui" littéralement "les Invités". Cette intégration aurait été due à la défaite des Mhammid par les Ait Atta, sous l'impulsion du cheikh Aamamou, issu de la tribu maaqilite des Âarib, qui demande aux Ait Atta de punir les Mhammid de leurs exactions. Suites à cette défaite, ils se soumettront et vont intégrer la confédération. Dans les années 1910, l'historien Denoun les présente intégrés dans la confédération. D'autres affirment une indépendance assez exceptionnelle comparée aux autres tribus[réf. nécessaire]. On comptait environ 300 esclaves sous leur possession.